# Harasîmivka, Novomoskovsk
Harasîmivka (în ucraineană Гарасимівка) este un sat în comuna Novostepanivka din raionul Novomoskovsk, regiunea Dnipropetrovsk, Ucraina.

## Demografie
Componența lingvistică a localității Harasîmivka
     Ucraineană (93,89%)
     Rusă (6,11%)
Conform recensământului din 2001, majoritatea populației localității Harasîmivka era vorbitoare de ucraineană (93,89%), existând în minoritate și vorbitori de rusă (6,11%).